# Kadib Abyad
Kadib Abyad (em árabe: كذب أبيض) é um documentário em língua árabe de 2023 dirigido, escrito, produzido e editado por Asmae El Moudir. O filme explora a busca da diretora pela verdade em sua trajetória familiar, combinando história pessoal e nacional. É uma coprodução entre Marrocos, Egito, Qatar e Arábia Saudita.
O filme teve sua estreia mundial no 76º Festival de Cinema de Cannes, onde El Moudir ganhou o prêmio Un Certain Regard de Melhor Diretora. Foi selecionado como representante marroquino para o Oscar de melhor filme internacional na edição de 2024.

## Enredo
Sem ter certeza sobre a falta de fotos pessoais de sua família, a diretora Asmae El Moudir descobre que sua avó Zahra proibiu estritamente a criação de quaisquer imagens ou fotografias. El Moudir e seu pai Mohamed abrem um ateliê onde confeccionam um conjunto de miniaturas de argila que recriam a rua de sua infância no bairro de Sebata, em Casablanca. Amigos, vizinhos e, mais difícil, Zahra são levados à oficina para interagir com as miniaturas e refletir sobre o seu passado. Ao investigar a história da sua família, ela desvenda a sua ligação com a história coletiva do bairro, particularmente com os motins do pão de Casablanca em 1981, que resultaram no massacre de muitos residentes.
El Moudir narra o filme a partir de suas perspectivas de criança e de adulta, fundindo ficção e realidade para mostrar como memórias não confiáveis podem complicar a identidade de uma pessoa. El Moudir diz: "Não estou a tentar documentar a verdadeira história da minha família, mas sim fazer um filme sobre a multiplicidade de pontos de vista e a pluralidade de interpretações que existem dentro de um agregado familiar, não só pelo bem da história da família, mas também pela história nacional também."

## Elenco
- Zahra Jeddaoui
- Mohamed El Moudir
- Abdallah EZ Zouid
- Said Masrour
- Ouardia Zorkani
- Asmae El Moudir[2]

## Produção
Kadib Abyad levou um total de oito anos para ser concluído. Sem nenhum arquivo de material visual da história de sua família, ela começou a criar a sua própria. Ela começou a fotografar com sua pequena câmera em 2018, depois foi em busca de financiamento para uma produção maior e para garantir o diretor de fotografia. Entre 2019 e 2020, trabalhou no set. El Moudir e seu pai passaram oito meses criando os modelos em miniatura. As filmagens duraram três meses e aconteceram no que ela chamou de "ateliê" ou "laboratório". Passando de 2018 a 2021 fazendo o filme em seu ateliê, El Moudir acabou com 500 horas de filmagem. O ateliê estava localizado a três horas de Casablanca. Ela acreditava que os seus entrevistados seriam menos acessíveis em Casablanca, uma vez que sentiam que não podiam falar livremente nas suas casas. Ela disse-lhes que a distância física criaria um espaço onde poderiam se concentrar.
El Moudir passou três anos tentando convencer a avó a participar do filme. A virada aconteceu quando ela trouxe uma atriz e informou à avó que a atriz contaria sua história. Sua avó se opôs e concordou que ela poderia ter um emprego melhor.
O título árabe do filme se traduz como "Mentiras Brancas". El Moudir usa a expressão de uma mentira branca tornando-se a "mãe de todas as mentiras" para enfatizar como a sua família contando pequenas mentiras em casa "cresceu, quebrou as paredes das nossas casas e fugiu para o bairro e depois para todo o país". O título também é interpretado como "a mãe" sendo a avó de El Moudir. Ela apresentou uma cópia de trabalho do filme no "Final Cut in Venice", onde os filmes competem pelo apoio financeiro à pós-produção, durante o 78º Festival Internacional de Cinema de Veneza.

## Lançamento
O filme foi selecionado para ser exibido na seção Un Certain Regard do 76º Festival de Cinema de Cannes, onde teve sua estreia mundial em 24 de maio de 2023. Também foi exibido no Festival Internacional de Cinema de Toronto de 2023 em 7 de setembro. O documentário também foi convidado para o Festival Internacional de Cinema de Vancouver de 2023 na seção 'Spectrum' e foi exibido em 28 de setembro de 2023. Também foi convidado para o 28º Festival Internacional de Cinema de Busan em 'Documentário Seção Showcase e foi exibido em 5 de outubro de 2023.
As vendas internacionais foram realizadas pela Autlook Filmsales.